# Ромелу Лукаку
Ро́мелу Лука́ку (нід. Romelu Lukaku; нар. 13 травня 1993, Антверпен, Бельгія) — бельгійський футболіст конголезького походження, нападник клубу «Наполі» та національної збірної Бельгії, у складі якої є рекордсменом за кількістю забитих голів (83). Талант року Бельгії 2009 року.

## Клубна кар'єра

### Ранні роки
Виступаючи за молодіжний склад «Брюсселя», Ромелу забив 68 голів в 68 матчах. З 2006 по 2009 рік він грав за молодіжний склад «Андерлехта», забивши 121 гол в 88 матчах. Хоча йому було ще 15 років, Ромелу забив 26 голів у 17 матчах проти гравців, які були на 4 роки старшими від нього. Гра молодого бельгійця привернула увагу ряду провідних європейських клубів, включаючи «Манчестер Юнайтед», «Челсі», «Мілан» і «Арсенал».

### «Андерлехт»
Лукаку дебютував в вищому дивізіоні бельгійського чемпіонату 24 травня 2009 року в матчі проти «Стандарда», вийшовши на заміну замість захисника Віктора Бернандеса. «Андерлехт» програв у цьому матчі з рахунком 1:0. За 11 днів до свого дебюту Ромелу підписав свій перший професійний контракт з клубом, розрахований до 2012 року. Свій перший гол на професійному рівні Лукаку забив у матчі проти «Зюлте-Варегема».

### «Челсі»
6 серпня 2011 року офіційні сайти «Андерлехта» та «Челсі» повідомили про домовленості, щодо трансферу гравця в стан «синіх». У «Челсі» Ромелу отримав 18 номер. Проте заграти в складі «пенсіонерів» Ромелу не зумів, провівши за сезон лише 12 матчів, 8 з яких у чемпіонаті.

### «Вест Бромвіч Альбіон»
10 серпня 2012 нападник «Челсі» Ромелу Лукаку перейшов до «Вест-Бромвіч Альбіон», за який виступав на умовах оренди до кінця сезону 2012/13. У новій команді бельгійський форвард відразу став основним нападником команди, відігравши за сезон у 38 матчах

### «Евертон»
Влітку 2013 року Лукаку повернувся до «Челсі» і навіть зіграв у двох матчах Прем'єр-ліги, а 30 серпня вийшов у екстратаймі Суперкубка УЄФА 2013 проти «Баварії». В серії пенальті саме його незабитий удар, який відбив Мануель Ноєр, коштував англійцям трофею. Через кілька днів Лукаку був відданий в оренду до кінця сезону в «Евертон».
Влітку 2014 року уклав з «Евертоном» п'ятирічний контракт.

### «Манчестер Юнайтед»
У липні 2017 року перейшов до «Манчестер Юнайтед», перехід відбувся наступного дня після того, як у зворотньому напрямку відправився багаторічний лідер атак манкуніанців і їх капітан Вейн Руні. Офіційно вартість трансферу оголошена не була, проте її було оцінено у 75 мільйонів фунтів. У новій команді бельгієць взяв собі 9-й номер, який до того належав іншому зірковому нападнику, Златану Ібрагімовичу.
У першому ж сезоні в Манчестері почав відпрацьовувати витрачені на нього кошти, ставши найкращим бомбардиром команди. У 51 матчі сезону в усіх турнірах відзначився 27 забитими голами. Наступного сезону результативність бельгійця дещо погіршилася, утім його 15 голів, забитих у 45 матчах різних турнірів, все ж виявилися найкращим показником серед партнерів по команді.

### «Інтернаціонале»
У серпні 2019 року перейшов до «Інтернаціонале», який сплатив за трансфер нападника 64 мільйони євро, ще 10 мільйонів були передбачені у вигляді можливих бонусів. Таким чином прихід Лукаку став найдорожчим трансфером в історії міланського клубу. 26 серпня 2019 року Лукаку у своєму дебютному матчі проти «Лечче» у Серії А відзначився забитим голом.  У тому матчі "Інтернаціонале" здобув перемогу з рахунком 4:0. У фіналі Ліги Європи 2019—2020 забив гол з пенальті, а потім забив автогол, який призвів до перемоги «Севільї».
Провів два сезони у складі міланського клубу, зігравши за нього 95 матчів та забивши 64 м'ячі.

### «Челсі»
12 серпня 2021 року перейшов до англійського клубу «Челсі» за 97,5 мільйонів фунтів, що стало рекордним трансфером для лондонського клубу. Вперше він вийшов на поле в матчі з Арсеналом і забив через 15 хвилин після повернення до Челсі. Повернення Лукаку до «Челсі» знову не увінчалося успіхом. Бельгієць провалив сезон, відзначившись лише 15 голами та 2 асистами у 44 матчах за клуб у сезоні 2021/22, тим самим не підтвердивши вкладених за нього колосальних 97,5 мільйонів фунтів.

### «Інтернаціонале» і «Рома»
29 червня 2022 року «Інтернаціонале» оголосив про повернення Ромелу Лукаку. Італійці та «Челсі» домовилися про платну оренду нападника без права викупу за 8 мільйонів євро плюс 4 мільйони євро як бонуси. Повернувшись до Мілана, не зумів продемонструвати колишню результативність, відзначившись лише 14-ма голами у 37 іграх.
30 серпня 2023 року стало відомо, що бельгієць не отримає шанс закріпитися у «Челсі», натомість знову попрямував в оренду до Італії, цього разу до «Роми», яка сплатила лондонцям 5,8 мільйонів євро за річну оренду.

## Кар'єра у збірній
Лукаку виступав за збірні Бельгії різних вікових категорій.
У національній збірній дебютував під керівництвом Діка Адвоката у товариському матчі проти Хорватії, який відбувся 3 березня 2010 року.
17 листопада 2010 року почав лік забитим м'ячам за національну команду, ставши автором відразу двох голів у ворота збірної Росії, забезпечивши бельгійцям перемогу.
Першим великим турніром для Лукаку у збірній став чемпіонат світу 2014 року, на якому він взяв участь у перших двох іграх групового етапу, в яких бельгійці завчасно вирішили завдання по виходу до плей-оф, а також у грі 1/8 фіналі проти збірної США та програному аргентинцям чвертьфіналі. На мундіалі відзначився єдиним голом, однак саме він вивів його команду до чвертьфіналу — вийшовши на заміну перед початком додаткового часу зустрічі 1/8 фіналу, Лукаку на 105-ій хвилині встановив її остаточний рахунок 2:1 на користь бельгійців.
За два роки, на Євро-2016 також був основним нападником бельгійців. Виходив на поле у стартовому складі на усі п'ять матчів бельгійців на турнірі. Відзначився двома забитими голами у ворота збірної Ірландії на груповій стадії, забезпечивши своїй команді комфортну перемогу з рахунком 3:0.
10 листопада 2017 року, забивши дубль у товариській грі з мексиканцями, довів рахунок своїм голам за збірну Бельгії до 30, зрівнявшись за цим показником з нападником довоєнного періоду Бернаром Воргофом та легендарним гравцем 1960-х і першої половини 1970-х Полєм ван Гімстом. А вже за 4 дні, забивши єдиний м'яч у товариській зустрічі з Японією, став одноосібним лідером у суперечці найкращих бомбардирів збірної Бельгії в її історії.
2018 року поїхав на свою другу світову першість — тогорічний чемпіонат світу в Росії, де розпочав турнір також як гравець стартового складу. Від самого початку мундіалю втрутився у боротьбу за звання найкращого бомбардира змагання, забивши по два голи у двох стартових матчах групового етапу проти Панами (3:0) та Тунісу (5:2). Другий м'яч у ворота збірної Тунісу став для Лукаку 40-им в офіційних матчах за збірну. Згодом бельгійська команда сягнула стадії півфіналів, де поступилася майбутнім чемпіонам, французам, а у грі за третє місце взяла гору над Англією. Лукаку, хоча й продовжував бути основним нападником збірної, більше на турнірі не забивав, однак чотирьох голів у перших іграх групового етапу виявилося достатньо для здобуття «бронзового бутса» третього найкращого бомбардира чемпіонату світу.
Згодом був основним гравцем бельгійців і на Євро-2020, де відзначився чотирма голами у п'яти іграх, а його команда вибула з боротьби на етапі чвертьфіналів. А ось на своєму третьому мундіалі, світовій першості 2022 року, був лише запасним гравцем і виходив на поле лише двічі на заміни.
19 листопада 2023 року оформив хет-трик (свій 4-й за кар'єру в збірній) в матчі відбіркового турніру до чемпіонату Європи 2024 року у ворота Азербайджану. Забивши свій 14-й гол у поточній кваліфікації, став новим рекордсменом відбіркових кампаній чемпіонатів Європи (до цього рекорд між собою ділили Девід Гілі та Роберт Левандовський у відборах Євро-2008 та Євро-2016 відповідно). Також, оформивши покер у цій грі, став першим бельгійським футболістом в історії, який забив чотири м'ячі за один матч. З 83-ма голами вийшов на чисте 3-є місце у списку найкращих бомбардирів європейських збірних, обійшовши поляка Роберта Левандовського (81).

## Особисте життя
Народився в родині Роже Лукаку, професійного футболіста, який, зокрема, грав за національну збірну Заїру. Має молодшого брата Джордана, також гравця збірної Бельгії.

## Статистика

### Клубна
Станом на 11 липня 2023 року
| Сезон                         | Команда                       | Чемпіонат                     | Чемпіонат | Чемпіонат | Національний кубок | Національний кубок | Національний кубок | Континентальні кубки | Континентальні кубки | Континентальні кубки | Інші змагання | Інші змагання | Інші змагання | Усього | Усього |
| Сезон                         | Команда                       | Ліга                          | Ігор      | Голів     | Ліга               | Ігор               | Голів              | Ліга                 | Ігор                 | Голів                | Ліга          | Ігор          | Голів         | Ігор   | Голів  |
| ----------------------------- | ----------------------------- | ----------------------------- | --------- | --------- | ------------------ | ------------------ | ------------------ | -------------------- | -------------------- | -------------------- | ------------- | ------------- | ------------- | ------ | ------ |
| 2008-09                       | «Андерлехт»                   | Про ліга                      | 1         | 0         | КБ                 | 0                  | 0                  | —                    | —                    | —                    | —             | —             | —             | 1      | 0      |
| 2009-10                       | «Андерлехт»                   | Про ліга                      | 33        | 15        | КБ                 | 1                  | 0                  | ЛЧ/ЛЄ                | 11                   | 4                    | —             | —             | —             | 45     | 19     |
| 2010-11                       | «Андерлехт»                   | Про ліга                      | 37        | 16        | КБ                 | 2                  | 0                  | ЛЧ/ЛЄ                | 11                   | 4                    | —             | —             | —             | 50     | 20     |
| 2011-12                       | «Андерлехт»                   | Про ліга                      | 2         | 2         | КБ                 | 0                  | 0                  | —                    | —                    | —                    | —             | —             | —             | 2      | 2      |
| Усього за «Андерлехт»         | Усього за «Андерлехт»         | Усього за «Андерлехт»         | 73        | 33        |                    | 3                  | 0                  |                      | 22                   | 8                    |               | 0             | 0             | 98     | 41     |
| 2011-12                       | «Челсі»                       | Прем'єр-ліга                  | 8         | 0         | КА/КЛ              | 1+3                | 0                  | ЛЧ                   | 0                    | 0                    | —             | —             | —             | 12     | 0      |
| 2012-13                       | «Вест-Бромвіч»                | Прем'єр-ліга                  | 35        | 17        | КА/КЛ              | 2+1                | 0                  | —                    | —                    | —                    | —             | —             | —             | 38     | 17     |
| 2013-14                       | «Челсі»                       | Прем'єр-ліга                  | 2         | 0         | КА/КЛ              | 0                  | 0                  | СУ                   | 1                    | 0                    | —             | —             | —             | 3      | 0      |
| Усього за «Челсі»             | Усього за «Челсі»             | Усього за «Челсі»             | 10        | 0         |                    | 4                  | 0                  |                      | 1                    | 0                    |               | 0             | 0             | 15     | 0      |
| 2013-14                       | «Евертон»                     | Прем'єр-ліга                  | 31        | 15        | КА/КЛ              | 1+1                | 1+0                |                      | -                    | -                    | —             | —             | —             | 33     | 16     |
| 2014-15                       | «Евертон»                     | Прем'єр-ліга                  | 36        | 10        | КА/КЛ              | 2+1                | 2+0                | ЛЄ                   | 9                    | 8                    | —             | —             | —             | 48     | 20     |
| 2015–16                       | «Евертон»                     | Прем'єр-ліга                  | 37        | 18        | КА+КЛ              | 3+6                | 3+4                | -                    | -                    | -                    | -             | -             | -             | 46     | 25     |
| 2016–17                       | «Евертон»                     | Прем'єр-ліга                  | 37        | 25        | КА+КЛ              | 1+1                | 1+0                | -                    | -                    | -                    | -             | -             | -             | 39     | 26     |
| Усього за «Евертон»           | Усього за «Евертон»           | Усього за «Евертон»           | 141       | 68        |                    | 16                 | 11                 |                      | 9                    | 8                    |               | -             | -             | 166    | 87     |
| 2017–18                       | «Манчестер Юнайтед»           | Прем'єр-ліга                  | 34        | 16        | КА+КЛ              | 6+2                | 5+0                | ЛЧ                   | 8                    | 5                    | СУ            | 1             | 1             | 51     | 27     |
| 2018–19                       | «Манчестер Юнайтед»           | Прем'єр-ліга                  | 32        | 12        | КА+КЛ              | 3+1                | 1+0                | ЛЧ                   | 9                    | 2                    | -             | -             | -             | 45     | 15     |
| Усього за «Манчестер Юнайтед» | Усього за «Манчестер Юнайтед» | Усього за «Манчестер Юнайтед» | 66        | 28        |                    | 12                 | 6                  |                      | 17                   | 7                    |               | 1             | 1             | 96     | 42     |
| 2019–20                       | «Інтернаціонале»              | Серія A                       | 36        | 23        | КІ                 | 4                  | 2                  | ЛЧ/ЛЄ                | 11                   | 9                    | -             | -             | -             | 51     | 34     |
| 2020-21                       | «Інтернаціонале»              | Серія A                       | 36        | 24        | КІ                 | 3                  | 2                  | ЛЧ                   | 5                    | 4                    |               |               |               | 44     | 30     |
| 2021–22                       | «Челсі»                       | Прем'єр-ліга                  | 26        | 8         | КА+КЛ              | 6+4                | 3+0                | ЛЧ                   | 6                    | 2                    | КЧС           | 2             | 2             | 44     | 15     |
| Усього за «Челсі»             | Усього за «Челсі»             | Усього за «Челсі»             | 36        | 8         |                    | 14                 | 3                  |                      | 6                    | 2                    |               | 3             | 2             | 59     | 15     |
| 2022–23                       | «Інтернаціонале»              | Серія A                       | 25        | 10        | КІ                 | 4                  | 1                  | ЛЧ                   | 8                    | 3                    | СІ            | 0             | 0             | 37     | 14     |
| Усього за «Інтернаціонале»    | Усього за «Інтернаціонале»    | Усього за «Інтернаціонале»    | 97        | 57        |                    | 11                 | 5                  |                      | 24                   | 16                   |               | 0             | 0             | 132    | 78     |
| серп. 2023–24                 | «Рома»                        | Серія A                       | 0         | 0         | КІ                 | 0                  | 0                  | ЛЄ                   | 0                    | 0                    | -             | -             | -             | 0      | 0      |
| Усього за кар'єру             | Усього за кар'єру             | Усього за кар'єру             | 448       | 211       |                    | 59                 | 25                 |                      | 78                   | 41                   |               | 4             | 3             | 589    | 280    |

### Статистика виступів за збірну
Станом на 21 червня 2023 року
| Дата       | Місто           | Господарі            | Результат  | Гості                | Турнір                               | Голи | Примітки   |
| ---------- | --------------- | -------------------- | ---------- | -------------------- | ------------------------------------ | ---- | ---------- |
| 3-3-2010   | Брюссель        | Бельгія              | 0 – 1      | Хорватія             | товариський матч                     | -    | 77'        |
| 19-5-2010  | Брюссель        | Бельгія              | 2 – 1      | Болгарія             | товариський матч                     | -    | 65'        |
| 11-8-2010  | Турку           | Фінляндія            | 1 – 0      | Бельгія              | товариський матч                     | -    | 66'        |
| 3-9-2010   | Брюссель        | Бельгія              | 0 – 1      | Німеччина            | Відбір до ЧЄ 2012                    | -    | 73'        |
| 7-9-2010   | Стамбул         | Туреччина            | 3 – 2      | Бельгія              | Відбір до ЧЄ 2012                    | -    | 76'        |
| 8-10-2010  | Астана          | Казахстан            | 0 – 2      | Бельгія              | Відбір до ЧЄ 2012                    | -    | 46'        |
| 12-10-2010 | Брюссель        | Бельгія              | 4 – 4      | Австрія              | Відбір до ЧЄ 2012                    | -    | 73'        |
| 17-11-2010 | Воронеж         | Росія                | 0 – 2      | Бельгія              | товариський матч                     | 2    | 75'        |
| 9-2-2011   | Гент            | Бельгія              | 1 – 1      | Фінляндія            | товариський матч                     | -    | 82'        |
| 10-8-2011  | Любляна         | Словенія             | 0 – 0      | Бельгія              | товариський матч                     | -    | 58'        |
| 2-9-2011   | Баку            | Азербайджан          | 1 – 1      | Бельгія              | Відбір до ЧЄ 2012                    | -    | 61'        |
| 6-9-2011   | Брюссель        | Бельгія              | 1 – 0      | США                  | товариський матч                     | -    | 63'        |
| 11-10-2011 | Дюссельдорф     | Німеччина            | 3 – 1      | Бельгія              | Відбір до ЧЄ 2012                    | -    | 46'        |
| 29-2-2012  | Іракліон        | Греція               | 1 – 1      | Бельгія              | товариський матч                     | -    | 46'        |
| 2-6-2012   | Лондон          | Англія               | 1 – 0      | Бельгія              | товариський матч                     | -    | 72'        |
| 15-8-2012  | Брюссель        | Бельгія              | 4 – 2      | Нідерланди           | товариський матч                     | 1    | 63'        |
| 7-9-2012   | Кардіфф         | Уельс                | 0 – 2      | Бельгія              | Відбір до ЧС 2014                    | -    | 46'        |
| 14-11-2012 | Бухарест        | Румунія              | 2 – 1      | Бельгія              | товариський матч                     | -    | 57'        |
| 6-2-2013   | Брюгге          | Бельгія              | 2 – 1      | Словаччина           | товариський матч                     | -    | 46'        |
| 29-5-2013  | Клівленд        | США                  | 2 – 4      | Бельгія              | товариський матч                     | -    | 84'        |
| 7-6-2013   | Брюссель        | Бельгія              | 2 – 1      | Сербія               | Відбір до ЧС 2014                    | -    | 82'        |
| 14-8-2013  | Брюссель        | Бельгія              | 0 – 0      | Франція              | товариський матч                     | -    | 60'        |
| 11-10-2013 | Загреб          | Хорватія             | 1 – 2      | Бельгія              | Відбір до ЧС 2014                    | 2    | 69'        |
| 15-10-2013 | Брюссель        | Бельгія              | 1 – 1      | Уельс                | Відбір до ЧС 2014                    | -    |            |
| 14-11-2013 | Брюссель        | Бельгія              | 0 – 2      | Колумбія             | товариський матч                     | -    | 58'        |
| 19-11-2013 | Брюссель        | Бельгія              | 2 – 3      | Японія               | товариський матч                     | -    | 76'        |
| 5-3-2014   | Брюссель        | Бельгія              | 2 – 2      | Кот-д'Івуар          | товариський матч                     | -    | 73'        |
| 26-5-2014  | Генк            | Бельгія              | 5 – 1      | Люксембург           | товариський матч                     | 3    | 61'        |
| 1-6-2014   | Стокгольм       | Швеція               | 0 – 2      | Бельгія              | товариський матч                     | 1    | 74'        |
| 7-6-2014   | Брюссель        | Бельгія              | 1 – 0      | Туніс                | товариський матч                     | -    | 62' 90+2'  |
| 17-6-2014  | Белу-Оризонті   | Алжир                | 1 – 2      | Бельгія              | ЧС 2014 - 1-й етап                   | -    | 58'        |
| 22-6-2014  | Ріо-де-Жанейро  | Бельгія              | 1 – 0      | Росія                | ЧС 2014 - 1-й етап                   | -    | 57'        |
| 1-7-2014   | Сальвадор       | США                  | 1 – 2 д.ч. | Бельгія              | ЧС 2014 - 1/8 фіналу                 | 1    | 90+1'      |
| 5-7-2014   | Бразиліа        | Аргентина            | 1 – 0      | Бельгія              | ЧС 2014 - чвертьфінал                | -    | 59'        |
| 10-10-2014 | Брюссель        | Бельгія              | 6 – 0      | Андорра              | Відбір до ЧЄ 2016                    | -    | 66'        |
| 13-10-2014 | Зениця          | Боснія і Герцеговина | 1 – 1      | Бельгія              | Відбір до ЧЄ 2016                    | -    | 57'        |
| 12-11-2014 | Брюссель        | Бельгія              | 3 – 1      | Ісландія             | товариський матч                     | 1    | 46'        |
| 7-6-2015   | Сен-Дені        | Франція              | 3 – 4      | Бельгія              | товариський матч                     | -    | 59'        |
| 12-6-2015  | Кардіфф         | Уельс                | 1 – 0      | Бельгія              | Відбір до ЧЄ 2016                    | -    | 46'        |
| 3-9-2015   | Брюссель        | Бельгія              | 3 – 1      | Боснія і Герцеговина | Відбір до ЧЄ 2016                    | -    | 82'        |
| 13-10-2015 | Брюссель        | Бельгія              | 3 – 1      | Ізраїль              | Відбір до ЧЄ 2016                    | -    | 65'        |
| 13-11-2015 | Брюссель        | Бельгія              | 3 – 1      | Італія               | товариський матч                     | -    | 63'        |
| 29-3-2016  | Лейрія          | Португалія           | 2 – 1      | Бельгія              | товариський матч                     | 1    |            |
| 28-5-2016  | Женева          | Швейцарія            | 1 – 2      | Бельгія              | товариський матч                     | 1    | 58'        |
| 1-6-2016   | Брюссель        | Бельгія              | 1 – 1      | Фінляндія            | товариський матч                     | 1    | 79'        |
| 5-6-2016   | Брюссель        | Бельгія              | 3 – 2      | Норвегія             | товариський матч                     | 1    |            |
| 13-6-2016  | Ліон            | Бельгія              | 0 – 2      | Італія               | ЧЄ 2016 - 1-й етап                   | -    | 73'        |
| 18-6-2016  | Бордо           | Бельгія              | 3 – 0      | Ірландія             | ЧЄ 2016 - 1-й етап                   | 2    | 83'        |
| 22-6-2016  | Ніцца           | Швеція               | 0 – 1      | Бельгія              | ЧЄ 2016 - 1-й етап                   | -    | 87'        |
| 26-6-2016  | Тулуза          | Угорщина             | 0 – 4      | Бельгія              | ЧЄ 2016 - 1/8 фіналу                 | -    | 76'        |
| 1-7-2016   | Лілль           | Уельс                | 3 – 1      | Бельгія              | ЧЄ 2016 - чвертьфінал                | -    | 83'        |
| 1-9-2016   | Брюссель        | Бельгія              | 0 – 2      | Іспанія              | товариський матч                     | -    | 67'        |
| 6-9-2016   | Нікосія         | Кіпр                 | 0 – 3      | Бельгія              | Відбір до ЧС 2018                    | 2    | 73'        |
| 7-10-2016  | Брюссель        | Бельгія              | 4 – 0      | Боснія і Герцеговина | Відбір до ЧС 2018                    | 1    | 82'        |
| 9-11-2016  | Амстердам       | Нідерланди           | 1 – 1      | Бельгія              | товариський матч                     | -    | 64'        |
| 13-11-2016 | Брюссель        | Бельгія              | 8 – 1      | Естонія              | Відбір до ЧС 2018                    | 2    |            |
| 25-3-2017  | Брюссель        | Бельгія              | 1 – 1      | Греція               | Відбір до ЧС 2018                    | 1    | 90+5'      |
| 28-3-2017  | Сочі            | Росія                | 3 – 3      | Бельгія              | товариський матч                     | -    | 77'        |
| 5-6-2017   | Брюссель        | Бельгія              | 2 – 1      | Чехія                | товариський матч                     | -    | 46'        |
| 9-6-2017   | Таллінн         | Естонія              | 0 – 2      | Бельгія              | Відбір до ЧС 2018                    | -    |            |
| 31-8-2017  | Брюссель        | Бельгія              | 9 – 0      | Гібралтар            | Відбір до ЧС 2018                    | 3    |            |
| 3-9-2017   | Афіни           | Греція               | 1 – 2      | Бельгія              | Відбір до ЧС 2018                    | 1    |            |
| 10-10-2017 | Брюссель        | Бельгія              | 4 – 0      | Кіпр                 | Відбір до ЧС 2018                    | 1    |            |
| 10-11-2017 | Брюссель        | Бельгія              | 3 – 3      | Мексика              | товариський матч                     | 2    | 88'        |
| 14-11-2017 | Брюгге          | Бельгія              | 1 – 0      | Японія               | товариський матч                     | 1    | 74'        |
| 27-3-2018  | Брюссель        | Бельгія              | 4 – 0      | Саудівська Аравія    | товариський матч                     | 2    |            |
| 2-6-2018   | Брюссель        | Бельгія              | 0 – 0      | Португалія           | товариський матч                     | -    | 46'        |
| 6-6-2018   | Брюссель        | Бельгія              | 3 – 0      | Єгипет               | товариський матч                     | 1    | 46'        |
| 11-6-2018  | Брюссель        | Бельгія              | 4 – 1      | Коста-Рика           | товариський матч                     | 2    |            |
| 18-6-2018  | Сочі            | Бельгія              | 3 – 0      | Панама               | ЧС 2018 - 1-й етап                   | 2    |            |
| 23-6-2018  | Москва          | Бельгія              | 5 – 2      | Туніс                | ЧС 2018 - 1-й етап                   | 2    | 59'        |
| 2-7-2018   | Ростов-на-Дону  | Бельгія              | 3 – 2      | Японія               | ЧС 2018 - 1/8 фіналу                 | -    |            |
| 6-7-2018   | Казань          | Бразилія             | 1 – 2      | Бельгія              | ЧС 2018 - чвертьфінал                | -    | 87'        |
| 10-7-2018  | Санкт-Петербург | Франція              | 1 – 0      | Бельгія              | ЧС 2018 - півфінал                   | -    |            |
| 14-7-2018  | Санкт-Петербург | Бельгія              | 2 – 0      | Англія               | ЧС 2018 - матч за 3-тє місце         | -    | 61'        |
| 7-9-2018   | Глазго          | Шотландія            | 0 – 4      | Бельгія              | товариський матч                     | 1    | 46'        |
| 11-9-2018  | Рейк'явік       | Ісландія             | 0 – 3      | Бельгія              | Ліга націй УЄФА 2018-2019 - 1-й етап | 2    |            |
| 12-10-2018 | Брюссель        | Бельгія              | 2 – 1      | Швейцарія            | Ліга націй УЄФА 2018-2019 - 1-й етап | 2    |            |
| 16-10-2018 | Брюссель        | Бельгія              | 1 – 1      | Нідерланди           | товариський матч                     | -    | 46'        |
| 8-6-2019   | Брюссель        | Бельгія              | 3 – 0      | Казахстан            | Відбір до ЧЄ 2020                    | 1    | 72'        |
| 11-6-2019  | Брюссель        | Бельгія              | 3 – 0      | Шотландія            | Відбір до ЧЄ 2020                    | 2    |            |
| 9-9-2019   | Глазго          | Шотландія            | 0 – 4      | Бельгія              | Відбір до ЧЄ 2020                    | 1    |            |
| 10-10-2019 | Брюссель        | Бельгія              | 9 – 0      | Сан-Марино           | Відбір до ЧЄ 2020                    | 2    | 76'        |
| 16-11-2019 | Санкт-Петербург | Росія                | 1 – 4      | Бельгія              | Відбір до ЧЄ 2020                    | 1    | 77'        |
| 5-9-2020   | Копенгаген      | Данія                | 0 – 2      | Бельгія              | Ліга націй УЄФА 2020-2021 - 1-й етап | -    |            |
| 11-10-2020 | Лондон          | Англія               | 2 – 1      | Бельгія              | Ліга націй УЄФА 2020-2021 - 1-й етап | 1    |            |
| 14-10-2020 | Рейк'явік       | Ісландія             | 1 – 2      | Бельгія              | Ліга націй УЄФА 2020-2021 - 1-й етап | 2    | кап.       |
| 15-11-2020 | Левен           | Бельгія              | 2 – 0      | Англія               | Ліга націй УЄФА 2020-2021 - 1-й етап | -    |            |
| 18-11-2020 | Левен           | Бельгія              | 4 – 2      | Данія                | Ліга націй УЄФА 2020-2021 - 1-й етап | 2    |            |
| 24-3-2021  | Левен           | Бельгія              | 3 – 1      | Уельс                | Відбір до ЧС 2022                    | 1    |            |
| 27-3-2021  | Прага           | Чехія                | 1 – 1      | Бельгія              | Відбір до ЧС 2022                    | 1    |            |
| 3-6-2021   | Брюссель        | Бельгія              | 1 – 1      | Греція               | товариський матч                     | -    | кап. 46'   |
| 6-6-2021   | Брюссель        | Бельгія              | 1 – 0      | Хорватія             | товариський матч                     | 1    |            |
| 12-6-2021  | Санкт-Петербург | Бельгія              | 3 – 0      | Росія                | ЧЄ 2020 - 1-й етап                   | 2    |            |
| 17-6-2021  | Копенгаген      | Данія                | 1 – 2      | Бельгія              | ЧЄ 2020 - 1-й етап                   | -    |            |
| 21-6-2021  | Санкт-Петербург | Фінляндія            | 0 – 2      | Бельгія              | ЧЄ 2020 - 1-й етап                   | 1    | 84'        |
| 27-6-2021  | Севілья         | Бельгія              | 1 – 0      | Португалія           | ЧЄ 2020 - 1/8 фіналу                 | -    |            |
| 2-7-2021   | Мюнхен          | Бельгія              | 1 – 2      | Італія               | ЧЄ 2020 - чвертьфінал                | 1    |            |
| 2-9-2021   | Таллінн         | Естонія              | 2 – 5      | Бельгія              | Відбір до ЧС 2022                    | 2    | 47' 73'    |
| 5-9-2021   | Брюссель        | Бельгія              | 3 – 0      | Чехія                | Відбір до ЧС 2022                    | 1    | 76' 81'    |
| 7-10-2021  | Турин           | Бельгія              | 2 – 3      | Франція              | Ліга націй УЄФА 2020-2021 - півфінал | 1    |            |
| 3-6-2022   | Брюссель        | Бельгія              | 1 – 4      | Нідерланди           | Ліга націй УЄФА 2022-2023 - 1-й етап | -    | 27'        |
| 27-11-2022 | Доха            | Бельгія              | 0 – 2      | Марокко              | ЧС 2022 - 1-й етап                   | -    | 81'        |
| 1-12-2022  | Ер-Раян         | Хорватія             | 0 – 0      | Бельгія              | ЧС 2022 - 1-й етап                   | -    | 46'        |
| 24-3-2023  | Стокгольм       | Швеція               | 0 – 3      | Бельгія              | Відбір до ЧЄ 2024                    | 3    | 85'        |
| 28-3-2023  | Кельн           | Німеччина            | 2 – 3      | Бельгія              | товариський матч                     | 1    | 43' 68'    |
| 17-6-2023  | Брюссель        | Бельгія              | 1 – 1      | Австрія              | Відбір до ЧЄ 2024                    | 1    | кап. 90+4' |
| 20-6-2023  | Таллінн         | Естонія              | 0 – 3      | Бельгія              | Відбір до ЧЄ 2024                    | 2    | кап. 69'   |
| Усього     |                 | Матчів (6 місце)     | 108        |                      | Голів (1 місце)                      | 75   |            |

## Досягнення

### Клубні
«Андерлехт»
- Чемпіон Бельгії (1): 2009/10

 «Челсі»
- Володар Кубку Англії (1): 2011/12
- Переможець Ліги чемпіонів (1): 2011/12
- Переможець Клубного чемпіонату світу (1): 2021

 «Інтернаціонале»
- Чемпіон Італії (1): 2020/21
- Володар Кубка Італії (1): 2022/23
- Володар Суперкубка Італії (1): 2022

 «Наполі»
- Чемпіон Італії (1): 2024/25

 Бельгія
- Бронзовий призер чемпіонату світу (1): 2018

### Індивідуальні
- Найкращий бомбардир Чемпіонату Бельгії: 2009/10
- Найкращий чорношкірий гравець Чемпіонату Бельгії: 2009/10

### Рекорди
- Рекордсмен збірної Бельгії за кількістю забитих голів: 83.
- Рекордсмен за кількістю голів у відбіркових турнірах до чемпіонатів Європи: 14 (відбір до Євро-2024)
- Перший гравець в історії збірної Бельгії, що відзначився 4 або більше голами за матч: 4 (23 листопада 2023, проти Азербайджану)